# Фудбалски савез Јамајке
Фудбалски савез Јамајке (енгл. Jamaica Football Federation (JFF)) је фудбалско управно тело Јамајке. Фудбалски савез је основан 1910. године и члан је КОНКАКАФа од 1963. године. Савез је постао члан ФИФАе 1962. године.
Фудбалски савез је такође одговоран за фудбалску репрезентацију Јамајке и националну фудбалску лигу за мушкарце, јамајканску националну премијер лигу.